# Liste der Naturdenkmale in Remscheid
Die Liste der Naturdenkmale in Remscheid nennt die Naturdenkmale in der kreisfreien Stadt Remscheid in Nordrhein-Westfalen.

## Naturdenkmale
In Nordrhein-Westfalen ist gemäß § 43 LNatSchG NRW Abs. 4 (2) die Untere Naturschutzbehörde für die Verordnung zum Schutz von Naturdenkmalen innerhalb der im Zusammenhang bebauten Ortsteile und des Geltungsbereichs der Bebauungsplänen zuständig. In Remscheid fehlt es bislang an einer solchen Verordnung. Für den gesamten Außenbereich Remscheids hat die Untere Naturschutzbehörde flächendeckend insgesamt 3 Landschaftspläne (Gelpe / West / Ost) erlassen, in denen u. a. auch 51 Naturdenkmäler festgesetzt wurden.

### Naturdenkmale im Landschaftsplanbereich
| Bild           | Nr.      | Bezeichnung des Naturdenkmals                                             | Lage                        | Beschreibung | Anmerkungen                     |
| -------------- | -------- | ------------------------------------------------------------------------- | --------------------------- | --- | ------------------------------- |
| weitere Bilder | G 2.6.1  | Wallhecken aus Hainbuchen mit historischem Hohlweg westlich Clemenshammer | 51° 12′ 9″ N, 7° 9′ 50″ O   | Beinahe lückenlos beidseitig mit in früherer Zeit heckenartig gepflegten alten Hainbuchen eingefasster, kulturhistorisch wertvoller, Abschnitt einer alten Wegeverbindung zwischen Remscheid und Wuppertal.                       |                                 |
|                | G 2.6.2  | Schneitelhainbuche am Reinshagener Hammer                                 | 51° 12′ 23″ N, 7° 9′ 51″ O  | Der Baum mit 3,20 m Stammumfang ist wegen seiner nutzungsbedingten Eigenart, seiner Seltenheit im Gebiet und seiner kulturhistorischen Bedeutung geschützt.                                                                       |                                 |
| weitere Bilder | G 2.6.3  | Hecken und Baumbestände südwestlich der Ortschaft Westen                  | 51° 12′ 30″ N, 7° 10′ 20″ O | Grenzpflanzung, teilweise Wallhecke, aus Sträuchern und fünf einzelnen Buchen. Gesamtfläche ca. 0,17 ha. |                                 |
| weitere Bilder | G 2.6.4  | Heckenverband nördlich der Ortschaft Westen                               | 51° 12′ 44″ N, 7° 10′ 41″ O | Erhalt und Wiederherstellung eines geschlossenen Heckenverbandes aus Stechpalme, Weißdorn, Hasel, Birke, Eberesche, Holunder, Buche, Eiche, Brombeere. Länge ca. 900 m, Breite ca. 10 m, Höhe ca. 10 m, Gesamtfläche ca. 0,77 ha. |                                 |
| weitere Bilder | G 2.6.5  | Hecke am Weg nördlich Spelsberg                                           | 51° 12′ 9″ N, 7° 11′ 21″ O  | 50 Meter lange wegbegleitende Hecke aus alten Ilex und Hainbuchen. |                                 |
| weitere Bilder | G 2.6.6  | Hohlweg nordöstlich Spelsberg                                             | 51° 12′ 9″ N, 7° 11′ 29″ O  | Erhalt einer durch die Asphaltstraße nach Grüne ersetzte Wegeverbindung. Der Hohlweg ist ein typisches Element der Bergischen Kulturlandschaft. Fläche: 0,35 ha.                                                                  |                                 |
| weitere Bilder | G 2.6.7  | Hohlweg östlich Spelsberg Richtung Clarenbach                             | 51° 12′ 9″ N, 7° 11′ 37″ O  | Erhalt einer historischen Wegeverbindung. Der Hohlweg ist ein typisches Element der Bergischen Kulturlandschaft. Fläche: 0,60 ha.                                                                                                 |                                 |
|                | G 2.6.8  | Stieleiche, Ronsdorfer Straße 199                                         | 51° 11′ 59″ N, 7° 11′ 45″ O | Besonders schöner Einzelbaum mit 4,50 m Stammumfang. | Sturmschaden (Bild: 23.04.2022) |
|                | G 2.6.9  | Blutbuche, Ronsdorfer Straße 199                                          | 51° 12′ 0″ N, 7° 11′ 46″ O  | Besonders schöner Einzelbaum mit 4,50 m Stammumfang. | auch gefällt !                  |
| weitere Bilder | G 2.6.10 | Waldrand aus Stechpalme                                                   | 51° 12′ 33″ N, 7° 12′ 32″ O | Etwa 440 m langer Gehölzrand von besonderer Schönheit, Eigenart und Seltenheit. Die immergrünen Stechpalmen mit Stammumfängen bis 60 cm beleben das Landschaftsbild wesentlich. Fläche: 0,46 ha.                                  |                                 |
| weitere Bilder | O 2.6.1  | Wiesentümpel südlich Birgden II                                           | 51° 10′ 42″ N, 7° 14′ 31″ O | Tümpel mit reich strukturierter Röhrichtzone und hervorragend ausgeprägter Schwimmblattzone. |                                 |
| weitere Bilder | O 2.6.2  | Hudeeichen südlich Handelsweg                                             | 51° 10′ 33″ N, 7° 14′ 49″ O | |                                 |
| weitere Bilder | O 2.6.3  | Quellbereich nördlich Im alten Berge                                      | 51° 10′ 29″ N, 7° 15′ 4″ O  | naturnaher Quellbereich mit ausgedehnten Quellfluren |                                 |
| weitere Bilder | O 2.6.4  | Quellteich nördlich Birgden I                                             | 51° 10′ 0″ N, 7° 14′ 12″ O  | Teich mit seltener Gewässerflora |                                 |
| weitere Bilder | O 2.6.5  | Auwald und Quellbereich Sangelbroich                                      | 51° 8′ 59″ N, 7° 17′ 10″ O  | Wertvolle ungestörte Auwaldfläche mit Quellfluren |                                 |
| weitere Bilder | O 2.6.6  | Alte Eisenstraße östlich Forsten                                          | 51° 9′ 42″ N, 7° 17′ 22″ O  | Der naturgeschichtlich und landeskundlich bedeutsamste Hohlweg der Gegend. Durch ungestörte Entwicklung entstandener wertvoller Gehölzbestand. Im östlichen Teilbereich gibt es Sickerquellen.                                    |                                 |
| weitere Bilder | O 2.6.7  | Felsbereich südlich Hangberger Mühle                                      | 51° 9′ 59″ N, 7° 17′ 52″ O  | „Einzigartiger, eigentümlicher“ Bereich inmitten eine Weidefläche |                                 |
| weitere Bilder | O 2.6.8  | Auwald Panzertal östlich Schneppendahl                                    | 51° 11′ 8″ N, 7° 16′ 56″ O  | Vorkommen einer artenreiche Kraut- und Strauchschicht dank Sickerquellen und Feuchte. |                                 |
| weitere Bilder | O 2.6.9  | Quellbereich Herbringhauser Bach                                          | 51° 12′ 4″ N, 7° 16′ 4″ O   | Naturnaher ungestörter Quellbereich am Beginn des offenen Wiesentals |                                 |
| weitere Bilder | O 2.6.10 | Felsklippen östlich der Hangberger Mühle                                  | 51° 10′ 2″ N, 7° 17′ 46″ O  | Zweifach gestufte natürliche Felsklippen. Etwa 50 m lang und etwa 10 m hoch. |                                 |
|                | W 2.6.1  | Quellbereich an einem Seitenbach des Klausener Baches                     | 51° 12′ 55″ N, 7° 12′ 59″ O | Geschützt zum Erhalt gut ausgeprägter Quellfluren in einem Erlen-Pappelbestand. |                                 |
| weitere Bilder | W 2.6.2  | Zwillingsbuche bei Schmittenbusch                                         | 51° 11′ 50″ N, 7° 14′ 12″ O | Eine alte Zwillingsbuche in der Mitte eines Eichenbestands. |                                 |
| weitere Bilder | W 2.6.3  | Hohlweg bei Hermannsmühle                                                 | 51° 11′ 36″ N, 7° 13′ 29″ O | Kulturhistorisch wertvolle alte Wegeverbindung zwischen Hermannsmühle und Hohenhagen. |                                 |
| weitere Bilder | W 2.6.4  | Hohlweg östlich Hohenhagen                                                | 51° 11′ 10″ N, 7° 13′ 2″ O  | |                                 |
| weitere Bilder | W 2.6.5  | Östliche Hecke am Hohenhagen                                              | 51° 11′ 14″ N, 7° 13′ 6″ O  | Eine von vier weithin sichtbaren landschaftsbildprägenden Wallhecken. Verlauf strahlenförmig nördlich von Hohenhagen. Sie sind wertvolle Biotopverbundelemente und Lebensraum für Tiere.                                          |                                 |
| weitere Bilder | W 2.6.6  | Nördliche Hecke am Hohenhagen                                             | 51° 11′ 17″ N, 7° 12′ 59″ O | Eine von vier weithin sichtbaren landschaftsbildprägenden Wallhecken. Verlauf strahlenförmig nördlich von Hohenhagen. Sie sind wertvolle Biotopverbundelemente und Lebensraum für Tiere.                                          |                                 |
| weitere Bilder | W 2.6.7  | Nordwestliche Hecke am Hohenhagen                                         | 51° 11′ 17″ N, 7° 12′ 51″ O | Eine von vier weithin sichtbaren landschaftsbildprägenden Wallhecken. Verlauf strahlenförmig nördlich von Hohenhagen. Sie sind wertvolle Biotopverbundelemente und Lebensraum für Tiere.                                          |                                 |
| weitere Bilder | W 2.6.8  | Westliche Hecke am Hohenhagen                                             | 51° 11′ 12″ N, 7° 12′ 50″ O | Eine von vier weithin sichtbaren landschaftsbildprägenden Wallhecken. Verlauf strahlenförmig nördlich von Hohenhagen. Sie sind wertvolle Biotopverbundelemente und Lebensraum für Tiere.                                          |                                 |
| weitere Bilder | W 2.6.9  | Hohlweg in der Nüdelshalbach                                              | 51° 11′ 35″ N, 7° 12′ 16″ O | Schutz zum Erhalt eines mit älteren Hainbuchen bestockten Bereichs. |                                 |
| weitere Bilder | W 2.6.10 | Hohlweg von Steinberg ins Müggenbachtal                                   | 51° 11′ 29″ N, 7° 11′ 49″ O | Von alten Stieleichen, Blaubeerbüschen und Hainbuchen gesäumter farnreicher Weg |                                 |
| weitere Bilder | W 2.6.11 | Quellbereich westlich Ibacher Mühle                                       | 51° 11′ 49″ N, 7° 10′ 35″ O | |                                 |
| weitere Bilder | W 2.6.12 | Gehölzstreifen am Morsbach südlich Platz                                  | 51° 12′ 11″ N, 7° 10′ 31″ O | |                                 |
| weitere Bilder | W 2.6.13 | Felsbildungen zwischen Platz und Clemenshammer                            | 51° 12′ 12″ N, 7° 10′ 18″ O | Steiles Felsufer am Prallhang und teilweise die Sohle des Morsbaches |                                 |
| weitere Bilder | W 2.6.14 | Felsband der anstehenden Hohenhöfer Schichten nordöstlich Haster Aue      | 51° 11′ 46″ N, 7° 9′ 32″ O  | Landschaftsbildwirksame, markante, langgestreckte Felskante in einem Eichenwäldchen |                                 |
|                | W 2.6.15 | Steinbruch mit Toneisensteinknollen südlich Aue                           | 51° 11′ 12″ N, 7° 8′ 48″ O  | dynamische Blockschutthalde. Vorkommen von Toneisensteinknollen in Sphärosiderithschiefer |                                 |
|                | W 2.6.16 | Quellbereich südlich Fürberg                                              | 51° 11′ 1″ N, 7° 9′ 34″ O   | Quelle in einem Hainbuchenwald |                                 |
|                | W 2.6.17 | Quelle des Bornsiepen südöstlich Gockelshammer                            | 51° 10′ 13″ N, 7° 8′ 58″ O  | Quelle mit weit und gut ausgebildeten Quellfluren an einem Steilhang in einem um das Jahr 1900 gepflanzten Eichenwald |                                 |
| weitere Bilder | W 2.6.18 | Ehemaliger Steinbruch südöstlich Gockelshammer                            | 51° 10′ 15″ N, 7° 8′ 56″ O  | Steinbruch mit in die Tonsteine eingelagerten mehrere Meter mächtigen Sandsteinpacken |                                 |
| weitere Bilder | W 2.6.19 | Buche bei Hammer; Schimmelbusch                                           | 51° 10′ 13″ N, 7° 8′ 48″ O  | Durch ihren bizarren Wuchs auffallende, sehr alte mehrstämmige Buche |                                 |
| weitere Bilder | W 2.6.20 | Schillbank in den Remscheider Schichten, angeschnitten bei Hüttenhammer   | 51° 9′ 20″ N, 7° 9′ 44″ O   | Durch den Durchstich der ehemaligen Straßenbahnlinie aufgeschlossene, anstehende Felsbereiche mit fossilienführender Schicht (Schillbank)                                                                                         |                                 |
| weitere Bilder | W 2.6.21 | Königstein bei Tyrol                                                      | 51° 9′ 22″ N, 7° 9′ 50″ O   | Langgestreckter, markanter Felsgrat am Zusammenfluss von Lobach und Eschbach |                                 |
| weitere Bilder | W 2.6.22 | Quelle nordöstlich von Tyrol                                              | 51° 9′ 36″ N, 7° 10′ 3″ O   | |                                 |
|                | W 2.6.23 | Quellbereich eines Siefens zum Lobach südöstlich Honsberg                 | 51° 10′ 2″ N, 7° 11′ 11″ O  | größerer, artenreicher Quellbereich südlich des Rückhaltebeckens Loch |                                 |
|                | W 2.6.24 | Quellbereich des Flursiefen                                               | 51° 10′ 5″ N, 7° 11′ 37″ O  | Von einem Feldgehölz umgebener größerer Quellbereich bei Dicke Eiche |                                 |
| weitere Bilder | W 2.6.28 | Hohlweg mit begleitender Baumreihe südlich Forsthaus Burger Straße        | 51° 9′ 23″ N, 7° 10′ 53″ O  | |                                 |
| weitere Bilder | W 2.6.29 | Hohlweg nördlich Heienbrucher Hammer                                      | 51° 9′ 18″ N, 7° 10′ 49″ O  | |                                 |
|                | W 2.6.30 | Felsbiotop Schlepenpohl                                                   | 51° 9′ 6″ N, 7° 11′ 55″ O   | Steilhang. Der dortige kleine ehemalige Stollen ist ein potentielles Winterquartier für Fledermäuse. |                                 |
|                | W 2.6.31 | Quellbereich nördlich Großberghausen                                      | 51° 9′ 54″ N, 7° 13′ 23″ O  | Von Altbäumen umgebener Quellbereich unterhalb eines Steilhangs |                                 |
| weitere Bilder | W 2.6.32 | Felsbiotop Großberghausen/Wasserwerk                                      | 51° 9′ 42″ N, 7° 13′ 13″ O  | Kleiner ehemaliger Steinbruch. Die felsigen Steilwände sind ein wertvoller Sekundärlebensraum für Pflanzen und Tiere |                                 |
| weitere Bilder | W 2.6.33 | Felsbiotop ehemalige Bahnlinie Struck                                     | 51° 9′ 40″ N, 7° 13′ 44″ O  | hohlwegähnlicher Einschnitt nördlich des Teiches Mebusmühle |                                 |
| weitere Bilder | W 2.6.34 | Diabas-Gang mit Quarzader östlich von Berg                                | 51° 11′ 11″ N, 7° 8′ 48″ O  | |                                 |

### Stadtbildprägende Bäume
Stadtbildprägende Bäume innerhalb der im Zusammenhang bebauten Ortsteile und des Geltungsbereichs der Bebauungspläne. (Naturdenkmalstatus nicht gegeben! Bislang (STAND 3/2023) wurde noch keine ordnungsbehördliche Verordnung zum Schutz von Naturdenkmalen im Innenbereich u. BP-Bereichen seitens des Rates der Stadt beschlossen).
| Bild           | Nr. | Bezeichnung                | Lage                                                              | Beschreibung                                                                             | Anmerkungen |
| -------------- | --- | -------------------------- | ----------------------------------------------------------------- | ---------------------------------------------------------------------------------------- | --- |
|                | 1   | Feldahorn                  | 51° 11′ 13″ N, 7° 11′ 1″ O Am Honsbergpark, gegenüber Nr. 1       | Feldahorn (Acer campestre). Stammumfang: 215 cm, Baumhöhe: 16,00 m.                      | |
|                | 2   | Feldahorn                  | 51° 10′ 43″ N, 7° 11′ 43″ O Johanniter Straße, neben Nr. 2        | Feldahorn (Acer campestre). Stammumfang: 160 cm, Baumhöhe: 14,00 m.                      | |
|                | 3   | Rosskastanie               | 51° 10′ 27″ N, 7° 12′ 47″ O Lenneper Straße 33                    | Rosskastanie (Aesculus hippocastanum). Stammumfang: 280 cm, Baumhöhe: 15,50 m.           | |
|                | 4   | Rosskastanie               | 51° 11′ 17″ N, 7° 15′ 27″ O Leverkuser Straße 19                  | Rosskastanie (Aesculus hippocastanum). Stammumfang: 250 cm, Baumhöhe: 16,00 m.           | |
|                | 5   | Blutbuche                  | 51° 11′ 22″ N, 7° 15′ 29″ O Elberfelder Straße 48                 | Blutbuche (Fagus sylvatica 'Purpurea'). Stammumfang: 275 cm, Baumhöhe: 14,00 m.          | |
|                | 6   | Rotbuche                   | 51° 11′ 58″ N, 7° 10′ 18″ O Hohenbirker Straße, gegenüber Nr. 55  | Rotbuche (Fagus sylvatica). Stammumfang: 390 cm, Baumhöhe: 30,00 m.                      | |
|                | 7   | Tulpenbaum                 | 51° 11′ 3″ N, 7° 10′ 18″ O Quimperplatz, gegenüber Nr. 1          | Tulpenbaum (Liriodendron tulipifera). Stammumfang: 95 cm, Baumhöhe: 12,00 m.             | |
|                | 8   | Schwarzkiefer              | 51° 9′ 34″ N, 7° 12′ 54″ O Eschbach Nr. 5 (Freibad)               | Schwarzkiefer (Pinus nigra). Stammumfang: 255 cm, Baumhöhe: 15,00 m.                     | |
|                | 9   | Schwarzkiefer              | 51° 9′ 35″ N, 7° 12′ 56″ O Eschbach Nr. 5 (Freibad)               | Schwarzkiefer (Pinus nigra). Stammumfang: 250 cm, Baumhöhe: 16,00 m.                     | |
|                | 10  | Schwarzkiefer              | 51° 9′ 35″ N, 7° 12′ 56″ O Eschbach Nr. 5 (Freibad)               | Schwarzkiefer (Pinus nigra). Stammumfang: 275 cm, Baumhöhe: 16,00 m.                     | |
|                | 11  | Schwarzkiefer              | 51° 9′ 35″ N, 7° 12′ 55″ O Eschbach Nr. 5 (Freibad)               | Schwarzkiefer (Pinus nigra). Stammumfang: 295 cm, Baumhöhe: 15,00 m.                     | |
|                | 12  | Traubeneiche               | 51° 9′ 33″ N, 7° 12′ 53″ O Eschbach Nr. 5 (Freibad)               | Traubeneiche (Pinus nigra). Stammumfang: 320 cm, Baumhöhe: 16,00 m.                      | |
|                | 13  | Stieleiche                 | 51° 11′ 41″ N, 7° 16′ 4″ O Christhauser Straße, gegenüber Nr. 6   | Stieleiche (Quercus robur). Stammumfang: 315 cm, Baumhöhe: 23,00 m.                      | |
|                | 14  | Abendländischer Lebensbaum | 51° 9′ 33″ N, 7° 12′ 57″ O Eschbach Nr. 5 (Freibad)               | Abendländischer Lebensbaum (Thuja occidentalis). Stammumfang: 195 cm, Baumhöhe: 12,00 m. | |
|                | 15  | Winterlinde                | 51° 11′ 3″ N, 7° 10′ 16″ O Parkstraße, gegenüber Nr. 10           | Winterlinde (Tilia cordata). Stammumfang: 185 cm, Baumhöhe: 16,00 m.                     | |
|                | 16  | Blutbuche                  | 51° 11′ 22″ N, 7° 15′ 29″ O Leverkuser Straße, gegenüber Nr. 4    | Blutbuche (Fagus sylvatica 'Purpurea'). Stammumfang: 380 cm, Baumhöhe: 20,00 m.          | |
|                | 17  | Winterlinde                | 51° 11′ 45″ N, 7° 16′ 2″ O Hackenberger Straße 39                 | Winterlinde (Tilia cordata). Stammumfang: 195 cm, Baumhöhe: 15,00 m.                     | |
|                | 18  | Bergahorn                  | 51° 11′ 52″ N, 7° 16′ 8″ O Schwelmer Straße, Waldfriedhof Lennep  | Bergahorn (Acer pseudoplatanus). Stammumfang: 280 cm, Baumhöhe: 19,00 m.                 | |
|                | 19  | Götterbaum                 | 51° 11′ 10″ N, 7° 15′ 32″ O Hermannstraße 31                      | Götterbaum (Ailanthus altissima). Stammumfang: 190 cm, Baumhöhe: 14,00 m.                | |
|                | 20  | Blutbuche                  | 51° 11′ 24″ N, 7° 15′ 26″ O Wupperstraße, Hardtpark               | Blutbuche (Fagus sylvatica 'Purpurea'). Stammumfang: 320 cm, Baumhöhe: 25,00 m.          | |
|                | 21  | Trauerbuche                | 51° 11′ 51″ N, 7° 16′ 9″ O Schwelmer Straße, Waldfriedhof Lennep  | Trauerbuche (Fagus sylvatica pendula). Stammumfang: 220 cm, Baumhöhe: 18,00 m.           | |
|                | 22  | Rotfichte                  | 51° 11′ 51″ N, 7° 16′ 10″ O Schwelmer Straße, Waldfriedhof Lennep | Rotfichte (Picea abies). Stammumfang: 190 cm, Baumhöhe: 20,00 m.                         | |
| weitere Bilder | 23  | Eiche                      | 51° 11′ 26″ N, 7° 15′ 13″ O Verkehrsinsel Bergstraße 14           | Traubeneiche (Quercus petraea). Stammumfang: 350 cm, Baumhöhe: 15,00 m.                  | Dieser Baum steht lt. Unterer Naturschutzbehörde als Naturdenkmal unter Schutz (Überleitung aus früherem Recht) |
|                | 24  | Traubeneiche               | 51° 10′ 47″ N, 7° 12′ 46″ O Spichernstraße                        | Traubeneiche (Quercus petraea). Stammumfang: 249 cm, Baumhöhe: 18,00 m.                  | |
|                | 25  | Stieleiche                 | 51° 9′ 31″ N, 7° 13′ 28″ O Mebusmühle                             | Stieleiche (Quercus robur). Stammumfang: 370 cm, Baumhöhe: 18,00 m.                      | |
|                | 26  | Traubeneiche               | 51° 11′ 2″ N, 7° 10′ 9″ O Stadtparkteich                          | Traubeneiche (Quercus petraea). Stammumfang: 226 cm, Baumhöhe: 13,00 m.                  | |
|                | 27  | Winterlinde                | 51° 10′ 45″ N, 7° 13′ 57″ O Spielplatz Zur Bökerhöhe              | Winterlinde (Tilia cordata). Stammumfang: 339 cm, Baumhöhe: 17,00 m.                     | |
|                | 28  | Amerikanische Roteiche     | 51° 10′ 51″ N, 7° 11′ 44″ O Bökerspark                            | Amerikanische Roteiche (Quercus rubra). Stammumfang: 285 cm, Baumhöhe: 18,00 m.          | |
|                | 29  | Rotbuche                   | 51° 11′ 11″ N, 7° 10′ 3″ O Stadtpark Staudengarten                | Rotbuche (Fagus sylvatica). Stammumfang: 332 cm, Baumhöhe: 19,00 m.                      | |
|                | 30  | Blutbuche                  | 51° 11′ 40″ N, 7° 15′ 27″ O Thüringsberg 18 a                     | Blutbuche (Fagus sylvatica 'Purpurea'). Stammumfang: 386 cm, Baumhöhe: 21,00 m.          | |
|                | 31  | Blutbuche                  | 51° 11′ 52″ N, 7° 16′ 2″ O Waldfriedhof Lennep                    | Blutbuche (Fagus sylvatica 'Purpurea'). Stammumfang: 340 cm, Baumhöhe: 20,00 m.          | |